# 清硬顎近音
清硬顎近音是一種輔音，使用於一些口語中。國際音標寫作⟨ j̊ ⟩。
清硬顎近音在很多情況下能被視為清化閉前不圓唇元音的近音版本（如[i̥]），此二者幾乎相同。
此音本質上就是英語字母⟨y⟩（如year），但發音時聲帶沒有振動。清硬顎近音在英語中很少見，但在哈羅德·歐頓的《達拉謨方言音系》（The Phonology of a South Durham Dialect）中有紀錄。
此音在哈拉帕馬薩特克語、瓦修語和基爾丁薩米語被當作是一個音位來使用。

## 特徵
清硬顎近音的特徵包括：
- 調音方法是無擦通音／近音，即是將舌頭放近另一個調音部位，但不收窄聲腔，故此不會做成湍流。

- 調音部位是硬腭，即其以將舌頭中間或背部升至硬腭來發音。
- 發聲類型是清音，意味着發音時聲帶並不顫動。
- 本輔音是口腔輔音（口音），表示調音時空氣只從口裡流出。
- 本輔音為中央輔音，調音時氣流在口腔的中央流過舌面，而不從兩側流過。
- 氣流機制是肺部氣流，即由肺與橫膈膜驱动空气。

## 出現於
| 語言             | 語言             | 詞彙       | IPA        | 意思                          | 註釋                                          |
| ---------------- | ---------------- | ---------- | ---------- | ----------------------------- | --------------------------------------------- |
| 哈拉帕馬薩特克語 | 哈拉帕馬薩特克語 | [ 比如？ ] |            |                               | 與清音/j̊/、普通濁音/j/和聲門化濁音/ȷ̃/相對比。 |
| 蘇格蘭蓋爾語     | 蘇格蘭蓋爾語     |            | [əˈmuj̊]    | 在外面（趨向詞，directional） | /j/和/ʝ/的同位異音。參見蘇格蘭蓋爾語音系。    |
| 瓦修語           | 瓦修語           |            | [ˈťaːj̊aŋi] | 他正在狩獵                    | 與清近音/j̊/和濁近音/j/相對應。                |

## 外部鏈結
- 在PHOIBLE上搜尋含有[ç]的語言
- 在PHOIBLE上搜尋含有[j̊]的語言
- 在PHOIBLE上搜尋含有[j̥]的語言